# Eremiaphilidae
Eremiaphilidae — родина богомолів, поширених у Старому світі. Часто короткокрилі богомоли, особливо самиці. Об'єднує близько 30 родів. Склад родини суттєво змінився 2019 року, коли до неї було додано низку родів з розформованої поліфілетичної родини Tarachodidae.

## Опис
Богомоли різноманітного вигляду та розмірів. Голова без виростів на тімені, очі відносно еліпсоподібні. Передньоспинка часто прямокутна. Задні крила мають концентричні плями на жовтому тлі, які збираються у темну зону, іноді ці плями відсутні. Крила самців довгі або вкорочені, в самиць часто вкорочені. Церки коротші за половину довжини черевця, циліндричні чи сплощені з боків.
Види роду Heteronutarsus єдині серед богомолів мають 4-членикову передню лапку та 3-членикові задні та середні, замість 5-членикових.

## Таксономія
Уперше родину виділив Шопар у 1949 році. До 2019 року до родини включали 2 роди: Eremiaphila і Heteronutarsus. За новою системою класифікації 2019 року ці роди залишили в підродині Eremiaphilinae, а також додали підродини Parathespinae, Iridinae та Tarachodinae загалом із 27 родами.
- Parathespinae — єдиний рід Parathespis Saussure, 1869, Індомалая
- Iridinae
  - триба Schizocephalini — єдиний рід Schizocephala Audinet-Serville, 1831, Індомалая
  - триба Didymocoryphini — єдиний рід Didymocorypha Wood-Mason, 1877, Індомалая
  - триба Dysaulini — 3 роди, Індомалая
  - триба Iridini — 3 роди, Афротропіка, Індомалая, Палеарктика
- Eremiaphilinae — 2 роди, Палеарктика, Афротропіка
- Tarachodinae
  - триба Oxyelaeini — 2 роди, Афротропіка
  - триба Tarachodini
    - підтриба Antistiina — 2 роди, Афротропіка
    - підтриба Tarachodina — 14 родів, Афротропіка, Мадагаскар

## Галерея

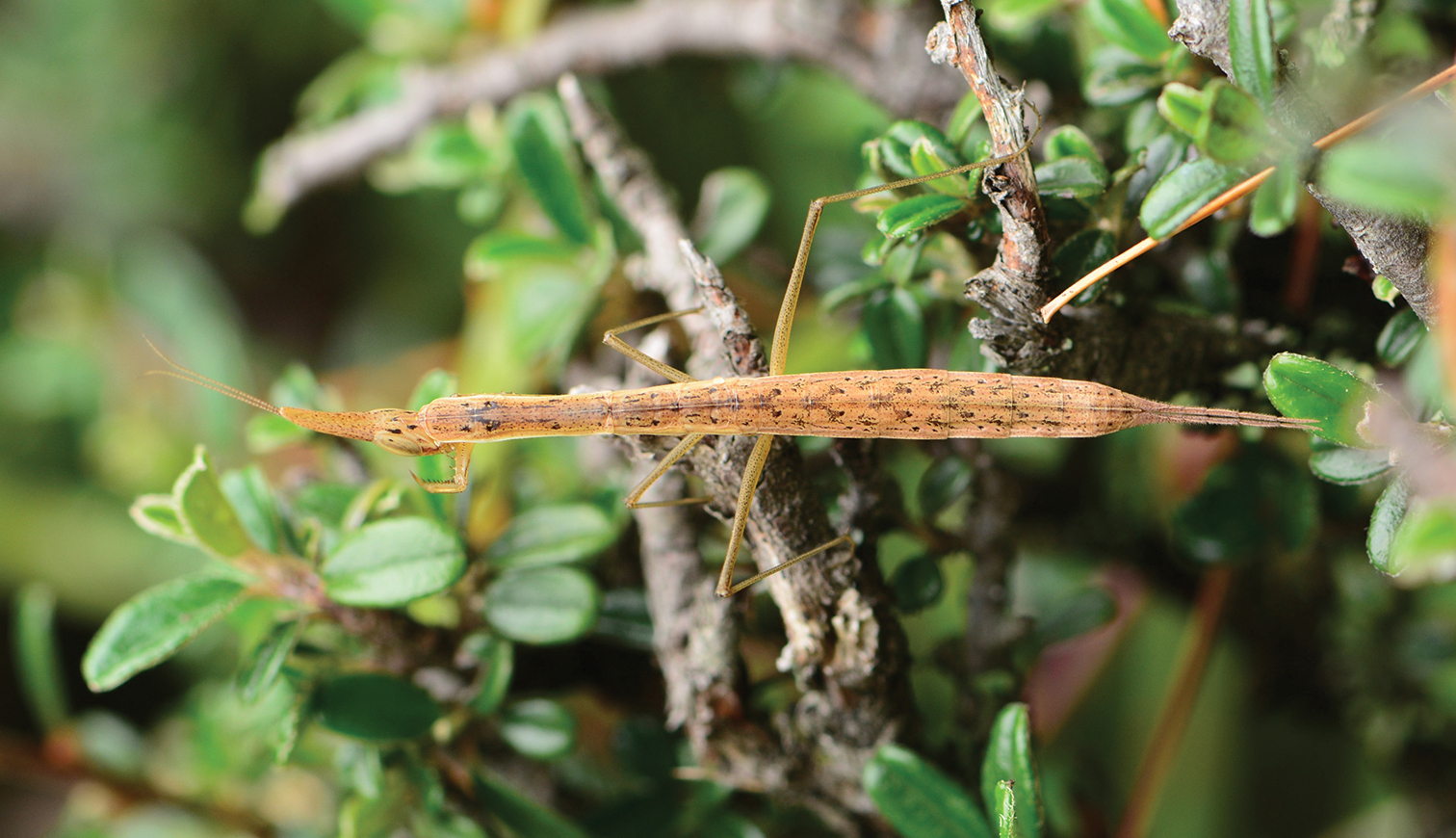
Didymocorypha libaii, Китай
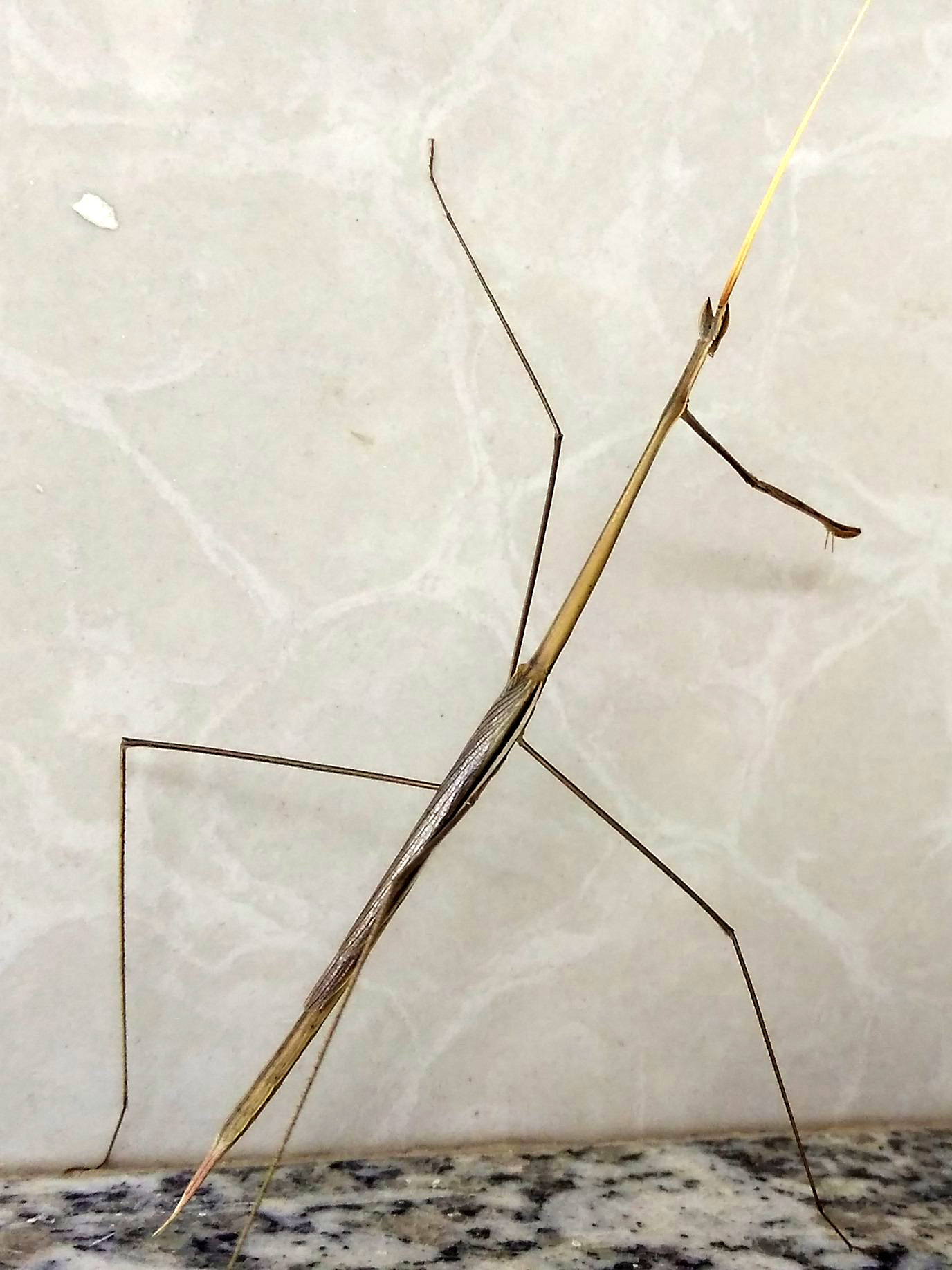
Schizocephala bicornis, Індія
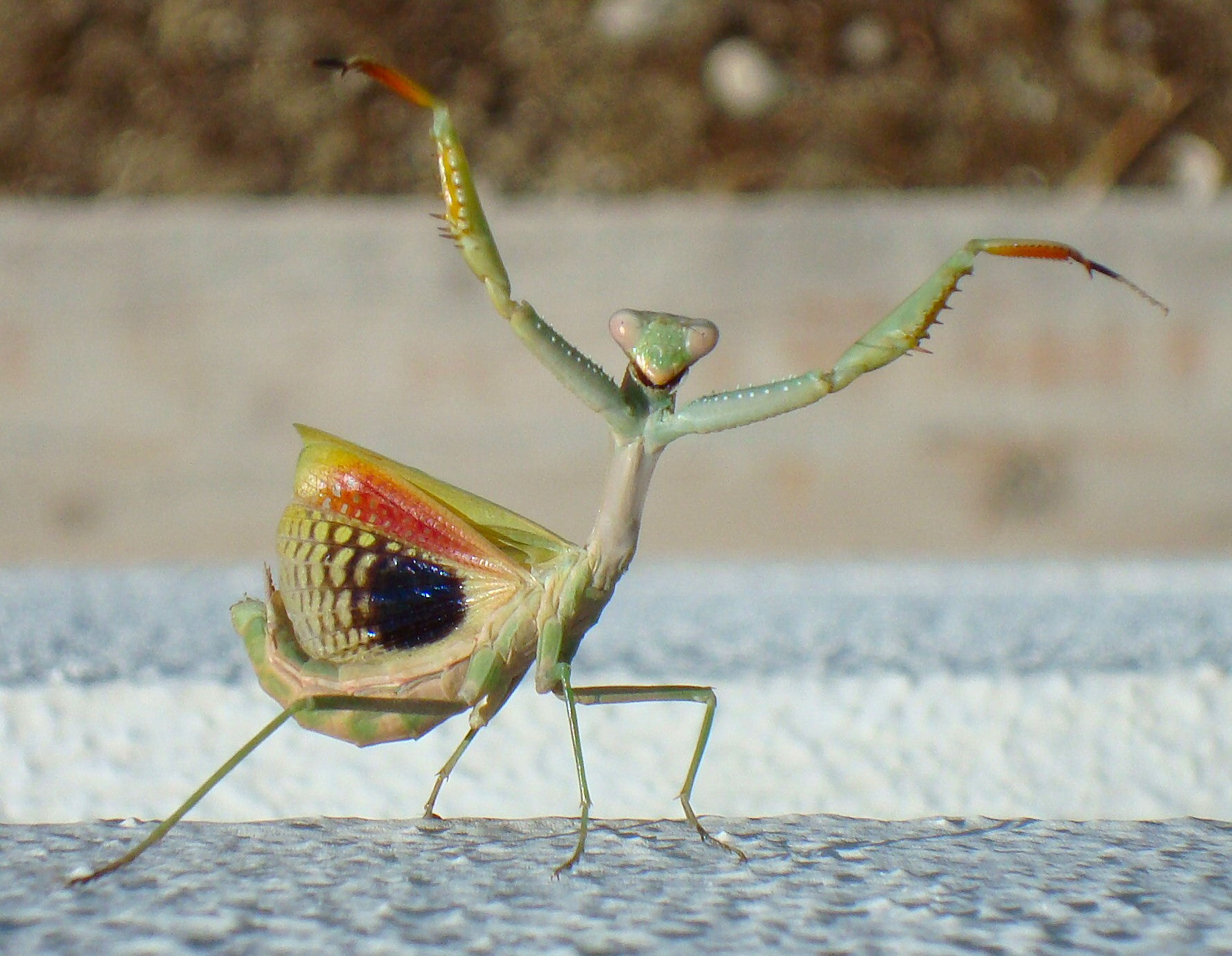
Iris oratoria, Греція
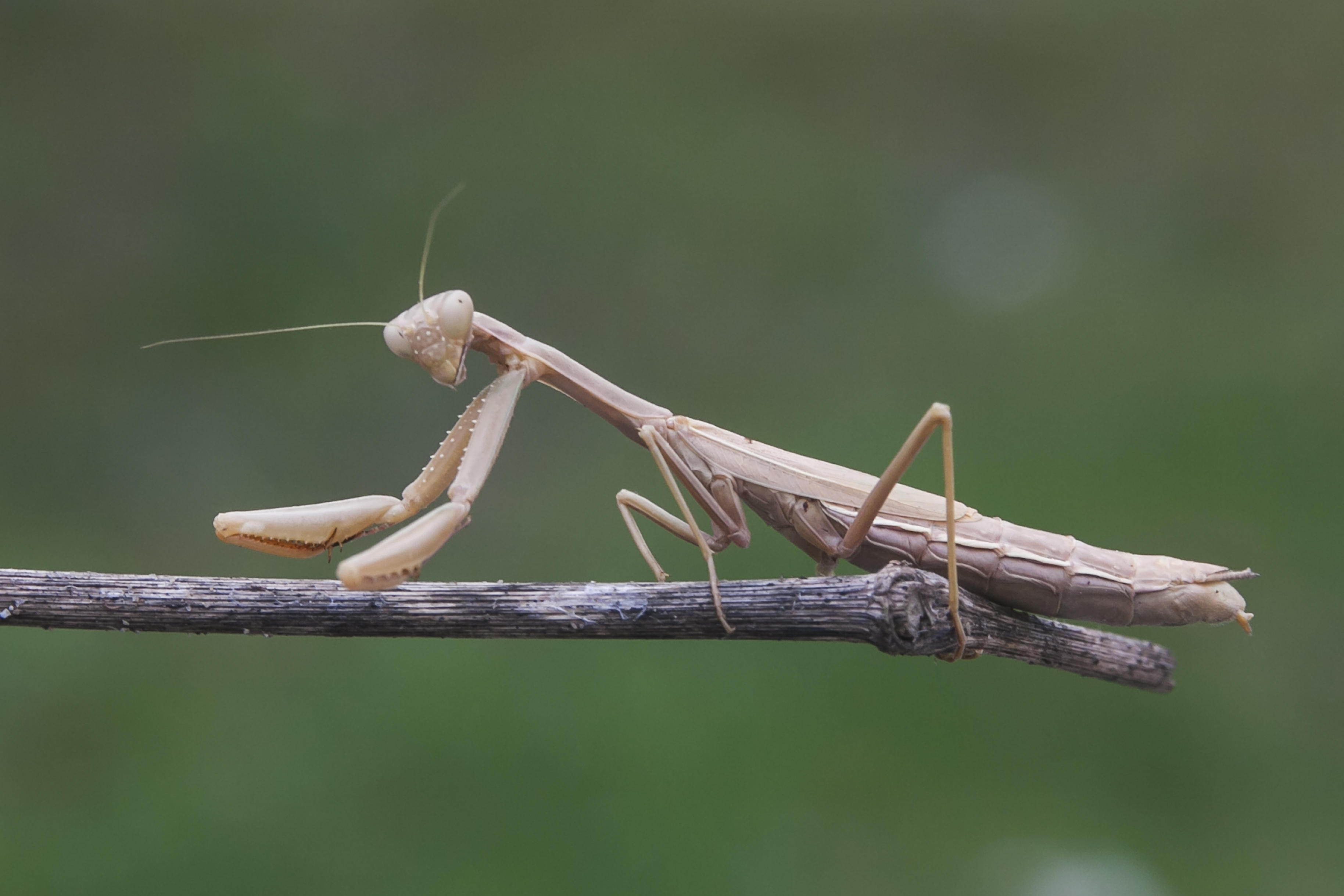
Iris polystictica, Україна
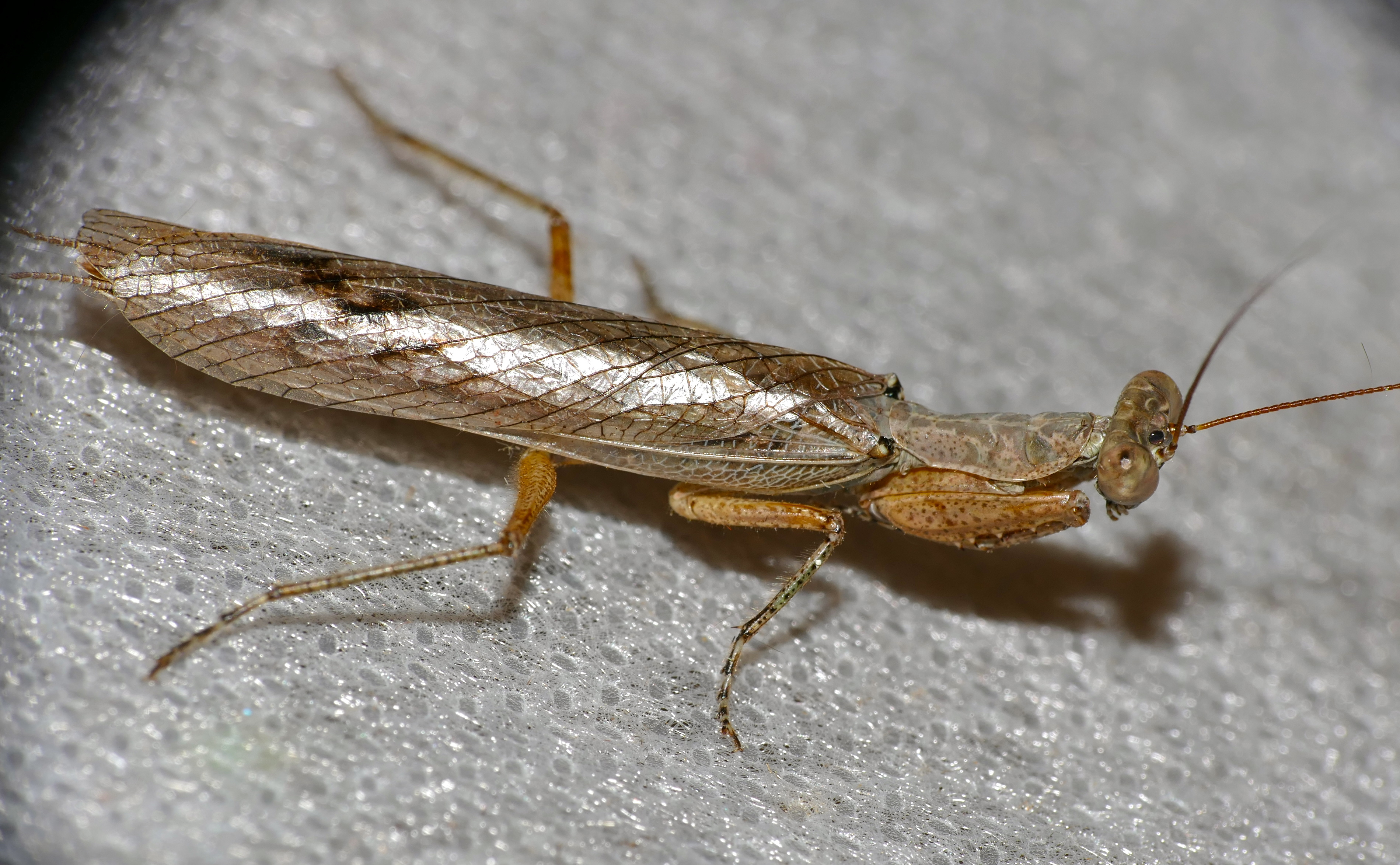
Antistia sp., ПАР
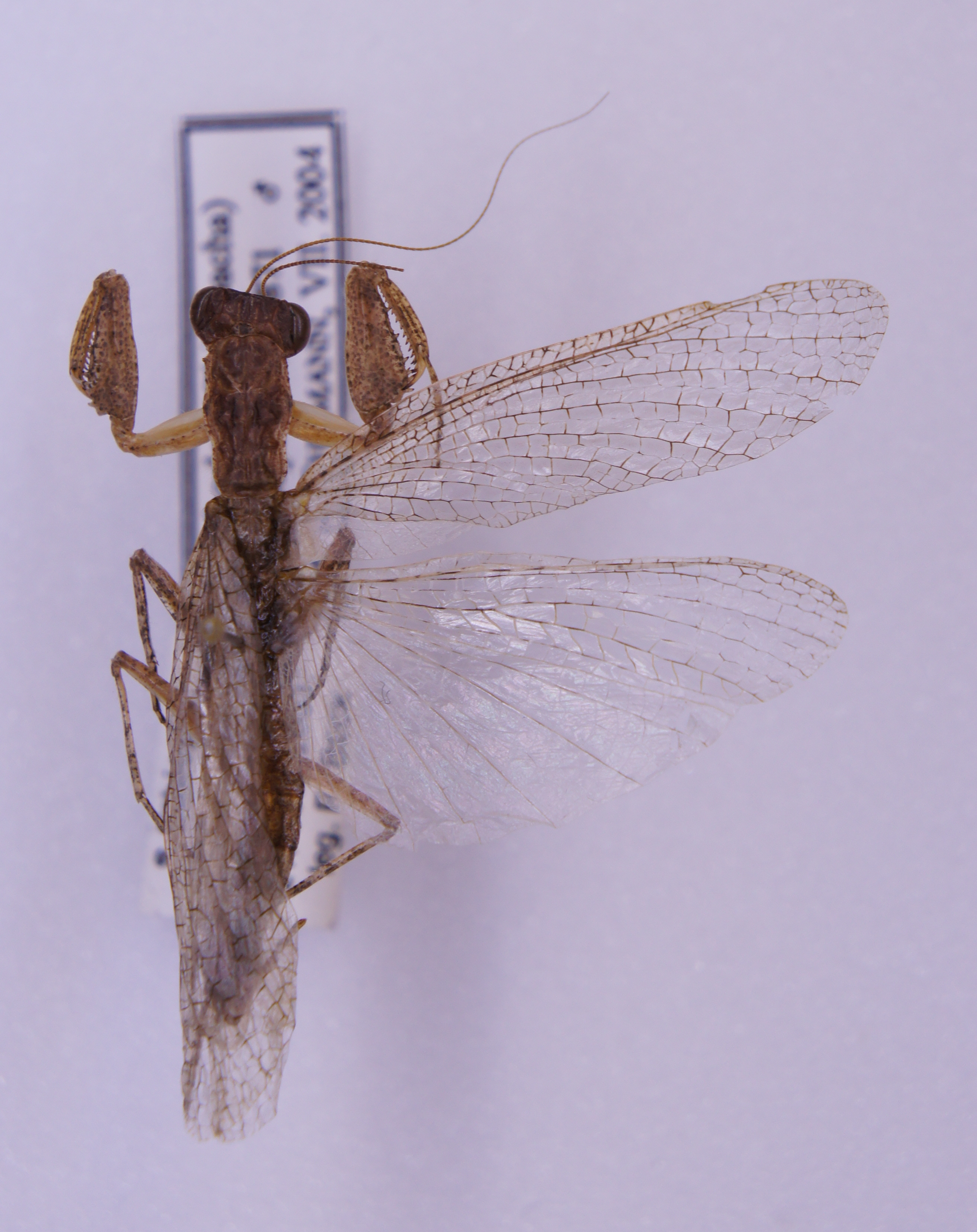
Tarachodes obtusiceps, Ефіопія